# Bringing Back the Sunshine
Bringing Back the Sunshine — девятый студийный альбом американского кантри-певца Блейка Шелтона, изданный 30 сентября 2014 года звукозаписывающим лейблом Warner Bros. Nashville. Продюсером альбома стал Скотт Хендрикс, работающий с Блейком Шелтоном в течение длительного времени. Первым синглом с альбома, вышедшим 18 августа, стала композиция «Neon Light»; вторым — дуэт с певицей Эшли Монро «Lonely Tonight», выход сингла состоялся 17 ноября.

## Информация об альбоме
Bringing Back the Sunshine дебютировал на 1 месте хит-парадов Billboard Top 200 (2-й раз после Red River Blue) и Top Country Albums (в 3-й раз); за первую неделю после выхода было продано 101 000 копий альбома в США. К ноябрю 2014 года альбом разошёлся в количестве 207 800 копий, а к ноябрю 2015 года тираж достиг 432,400 копий в США.
В Канадском хит-параде Canadian Albums Chart альбом дебютировал на 4 месте.
Сингл «Gonna» 26 декабря 2015 года стал 21-м чарттоппером для Блейка Шелтона в Радиоэфирном кантри-чарте, в том числе 16-м подряд (ранее сингл «Sangria» 11 июля 2015 года стал 20-м чарттоппером в Country Airplay). Ранее подряд 5 синглов чарттопперов этого хит-парада имел Люк Брайан, а по 4 хита № 1 в было у Джейсона Олдина, Кенни Чесни (всего у него 26) и Бретта Элдриджа. «Gonna» стал 4-м синглом с альбома Bringing Back the Sunshine.

## Список композиций
| №   | Название                                   | Автор(ы)                                    | Длительность |
| --- | ------------------------------------------ | ------------------------------------------- | ------------ |
| 1.  | «Bringing Back the Sunshine»               | Jess Leary, Anthony Smith                   | 4:01         |
| 2.  | «Neon Light»                               | Andrew Dorff, Mark Irwin, Josh Kear         | 3:41         |
| 3.  | «Lonely Tonight» (featuring Ashley Monroe) | Brent Anderson, Ryan Hurd                   | 3:38         |
| 4.  | «Gonna»                                    | Luke Laird, Craig Wiseman                   | 3:03         |
| 5.  | «A Girl»                                   | Jessi Alexander, Sarah Buxton, Abe Stoklasa | 3:36         |
| 6.  | «Sangria»                                  | J.T. Harding, Josh Osborne, Trevor Rosen    | 3:54         |
| 7.  | «Buzzin'» (featuring RaeLynn)              | Wiseman, Kendell Marvel                     | 3:47         |
| 8.  | «Just South of Heaven»                     | Wiseman, Derek George                       | 4:10         |
| 9.  | «I Need My Girl»                           | Rhett Akins, Ross Copperman, Ben Hayslip    | 3:33         |
| 10. | «Good Country Song»                        | Alexander, Tommy Lee James, Matt Jenkins    | 3:38         |
| 11. | «Anyone Else»                              | Laird, Barry Dean, Natalie Hemby            | 4:21         |
| 12. | «Just Gettin' Started»                     | Buddy Owens, Jenee Fleenor, Phil O'Donnell  | 3:26         |

| №   | Название                              | Автор(ы)                              | Длительность |
| --- | ------------------------------------- | ------------------------------------- | ------------ |
| 13. | «Messed Up»                           | Laird, Thomas Harding, Shane McAnally | 3:13         |
| 14. | «I Really Shouldn't Drink Around You» | Laird, McAnally, Rosen                | 3:54         |
| 15. | «Pain»                                | Al Anderson, Chris Stapleton          | 3:11         |

## Позиции в чартах
| Чарт (2014)                        | Наивысшая позиция |
| ---------------------------------- | ----------------- |
| Канада (Canadian Albums Chart)     | 4                 |
| США (Billboard 200)                | 1                 |
| США (Billboard Top Country Albums) | 1                 |

Синглы
| Год  | Сингл                           | Позиции в чартах | Позиции в чартах   | Позиции в чартах | Позиции в чартах | Позиции в чартах |
| Год  | Сингл                           | US Country       | US Country Airplay | US               | CAN Country      | CAN              |
| ---- | ------------------------------- | ---------------- | ------------------ | ---------------- | ---------------- | ---------------- |
| 2014 | «Neon Light»                    | 3                | 1                  | 43               | 1                | 49               |
| 2014 | «Lonely Tonight» (с Эшли Монро) | 2                | 1                  | 47               | 1                | 42               |
| 2015 | «Sangria»                       | 3                | 1                  | 38               | 1                | 43               |
| 2015 | «Gonna»                         | 4                | 1                  | 54               | 1                | 69               |

### Сертификации
| Регион | Сертификация | Продажи |
| --- | ------------ | ------- |
| США (RIAA) | Золотой      | 432,400 |
| * Данные о продажах приведены только на основе сертификации. ^ Данные о тиражах приведены только на основе сертификации. |              |         |